# Paradiesbrücke (Jena)

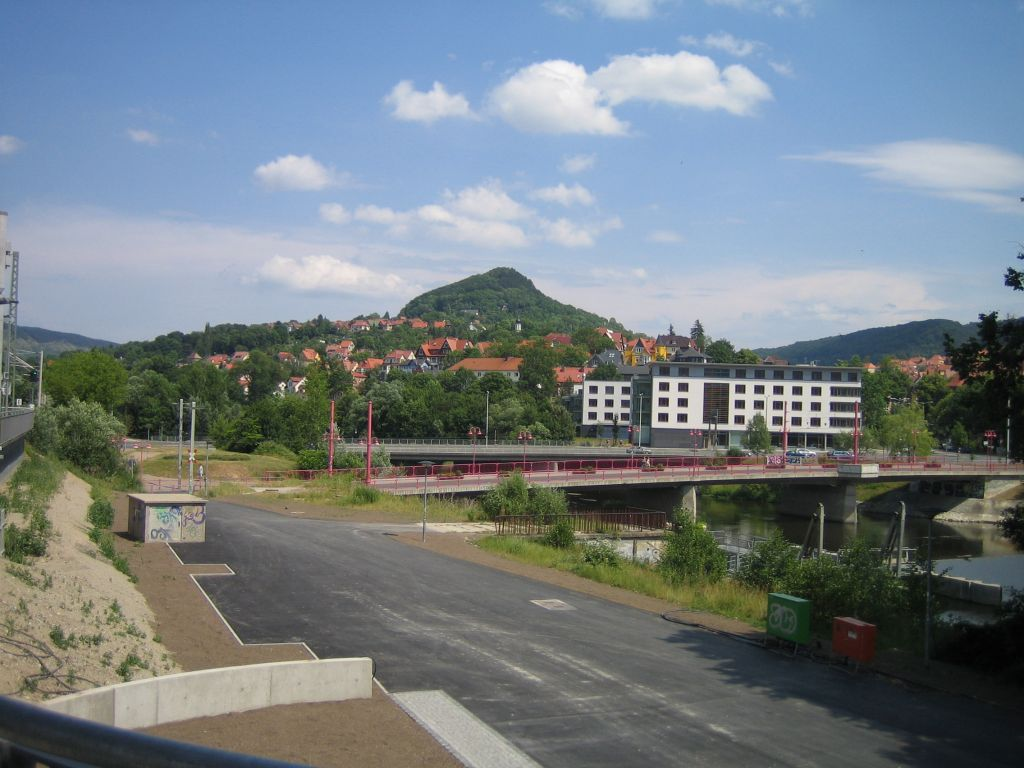
Ansicht von Westen

Paradiesbrücke ist die Bezeichnung für zwei im Abstand von etwa 50 m stehende Brücken über die Saale südlich der Innenstadt von Jena. Die nördliche Brücke (Bau 1976 bis 1980) ist eine Straßenbrücke mit Gehwegen, die südliche (Bau als Straßenbrücke 1927/28 als Ersatz für die Schützenbrücke, Umbau um 1995) eine kombinierte Straßenbahn- und Fußgängerbrücke. Die nördliche Brücke führt die teilweise als Schnellstraße ausgebaute Stadtrodaer Straße (Teil der Bundesstraße 88) über den Fluss und verbindet das Jenaer Zentrum mit den südöstlich davon liegenden Jenaer Ortsteilen, der Bundesautobahn 4 und Teilen des Saale-Holzland-Kreises.

## Die Schützenbrücke als Vorläuferbau (1882 bis 1928)
Am Standort der Paradiesbrücke gab es im 19. Jahrhundert eine Fähre. Da diese nach Eröffnung des neuen Vereinsgeländes der Jenaer Schützengesellschaft südöstlich der Saale dem Verkehrsbedarf nicht mehr genügte, wurde ein Brückenbau notwendig. Die Schützen gründeten hierzu eigens eine Baugesellschaft. Am 13. Februar 1882 wurde die Schützenbrücke als stählerne Bogenbrücke mit unten liegender Gehbahn eröffnet. Wegen ihres nicht barrierefreien Zuganges und der geringen Durchgangsbreite von etwa 2 m war sie eine Fußgängerbrücke, die Benutzung war kostenpflichtig (3 Pfennig, auch Verkauf von Zeitkarten). Die Brücke durfte nur von höchstens 30 Personen gleichzeitig begangen werden; aus Sicherheitsgründen galten zeitweise spezielle Verhaltensregeln und Beschränkungen für mitgeführte Lasten. Am 15. Mai 1901 ging sie in das Eigentum der Stadt über.
Nach 1910 wurde die Schützenbrücke zum Verkehrs-Engpass; denn nach dem Umzug der Schützen in den Jenaer Norden konnte das bisher von ihnen genutzte Gelände bebaut werden (unter anderem mit der Oberrealschule für rund 600 Schüler), und später entstanden neue Wohngebiete am Hausberg und unter den Kernbergen. 1913 lag ein Projekt für eine neue Brücke vor, der Bau verzögerte sich jedoch bis in die 1920er Jahre. Nach Eröffnung des Neubaus wurde der Überbau der Schützenbrücke auf das rechte Saaleufer gesetzt, durch die Oberaue bis auf Höhe der Rasenmühleninsel gerollt und als Sportplatzsteg über die Saale wieder in Betrieb genommen. In den 1970er Jahren wurde die Brücke verschrottet, nachdem daneben eine Betonbrücke errichtet worden war.

## Die erste Paradiesbrücke (1928 bis 1995)
Der Auftrag zum Bau der ersten Paradiesbrücke erging im Jahre 1927 an die Bauunternehmen Cementbaugeschäft Rudolf Wolle und Dyckerhoff & Widmann. Am 7. Dezember 1927 konnte die Brücke provisorisch nur für Fußgänger und am 13. Juni 1928 endgültig freigegeben werden. Sie war 95 m lang und 12 m breit bei einer Fahrbahnbreite von 7,5 m; der Bau kostete 806.000 Reichsmark. Gegen Ende des Zweiten Weltkriegs wurde die Brücke stark beschädigt und war bis zur Behebung der Schäden unbenutzbar; während dieser Zeit musste eine in der Nähe verankerte Pontonbrücke den Verkehr aufnehmen.
Die Anbindung der Stadtrodaer Straße an die Südseite der Paradiesbrücke im Jahr 1968 brachte die Brücke und das angrenzende Straßennetz an die Grenze der Aufnahmefähigkeit. Ein Neu- oder Umbau der Brücke am alten Ort hätte den unzulänglichen Verkehrsfluss kaum verbessert, hauptsächlich wegen der verwinkelten Straßenverbindung zur Innenstadt. Deshalb wurde in den 1970er Jahren an einer nahe gelegenen, jedoch besser geeigneten Stelle eine neue Brücke gebaut und die alte im Jahre 1980 dem Fußgänger- und Fahrradverkehr überlassen. 1995 erfolgte ihr vollständiger Umbau zur Straßenbahnbrücke.

## Die zweite Paradiesbrücke (ab 1980)
Für die Weiterführung der vierspurigen Stadtrodaer Straße zum Jenaer Stadtzentrum war eine leistungsfähige Saalequerung notwendig. Eine geeignete Stelle hierfür befand sich zwischen dem damaligen Karl-Marx-Platz (heute Jenaplan) am rechten und der Fortsetzung der Fischergasse am linken Ufer der Saale. Für den Brückenbau waren jedoch aufwändige Vorbereitungen zu treffen. Zunächst musste das auf halber Strecke zwischen Paradies- und Camsdorfer Brücke befindliche Eisrechenwehr aus der Saale entfernt und etwa 450 m flussaufwärts als Paradieswehr neu gebaut werden, um am Standort der neuen Brücke den Wasserstand zu senken. In den Damm der Bahnstrecke Großheringen–Saalfeld war eine Stahlbrücke einzufügen, um den Straßenanschluss zur Innenstadt herstellen zu können.
Die neue Paradiesbrücke wurde am 30. September 1980 eröffnet. Sie ist 91 m lang, 32 m breit und enthält zwei Richtungsfahrbahnen mit je zwei durchgehenden Fahrspuren und Abbiegespuren sowie an jeder Seite einen breiten Rad- und Gehweg. An der Innenstadtseite wurde direkt anschließend an die Brücke ein rechtwinklig dazu verlaufender Fußgängertunnel gebaut, um den „Promenadenweg“ durch das Paradies zur Camsdorfer Brücke weiter zu führen. Es gibt Pläne, diesen Tunnel durch Verlängerung und Abflachung der Rampen barrierefrei umzubauen; der sehr hohe Aufwand verhinderte jedoch bisher ihre Realisierung.

## Die Straßenbahnbrücke (ab 1995)

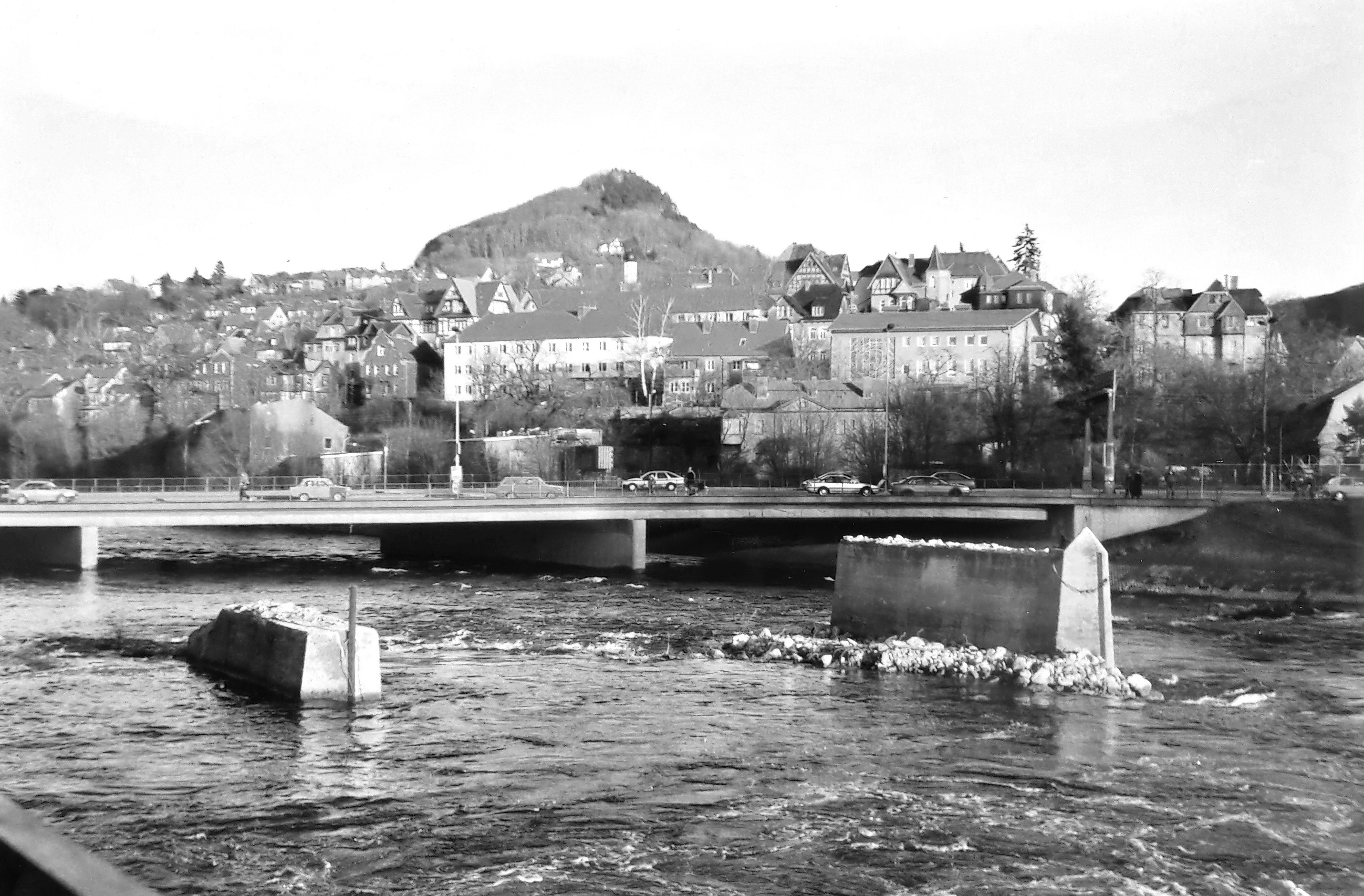
Alte Paradiesbrücke in Jena im Umbau zur Straßenbahnbrücke, Februar 1995

Die ab 1993 zu bauende Straßenbahnstrecke östlich der Oberaue musste südlich der Jenaer Innenstadt die Saale queren. Hierfür erwies sich der Standort der alten Paradiesbrücke als brauchbar; diese selbst war jedoch wegen der steilen Auffahrt von der Innenstadt her und zu geringer Tragfähigkeit für modernen Straßenbahnverkehr ungeeignet.
In den Jahren 1995/1996 wurde sie deshalb grundlegend umgebaut. Die Überbauten aus Beton wurden entfernt, die noch gut erhaltenen Pfeiler teilweise gekürzt und eine neue Fahrbahnplatte hergestellt. Diese nimmt außer den Gleisen einen breiten und einen schmalen Seitenweg für Radfahrer und Fußgänger auf.

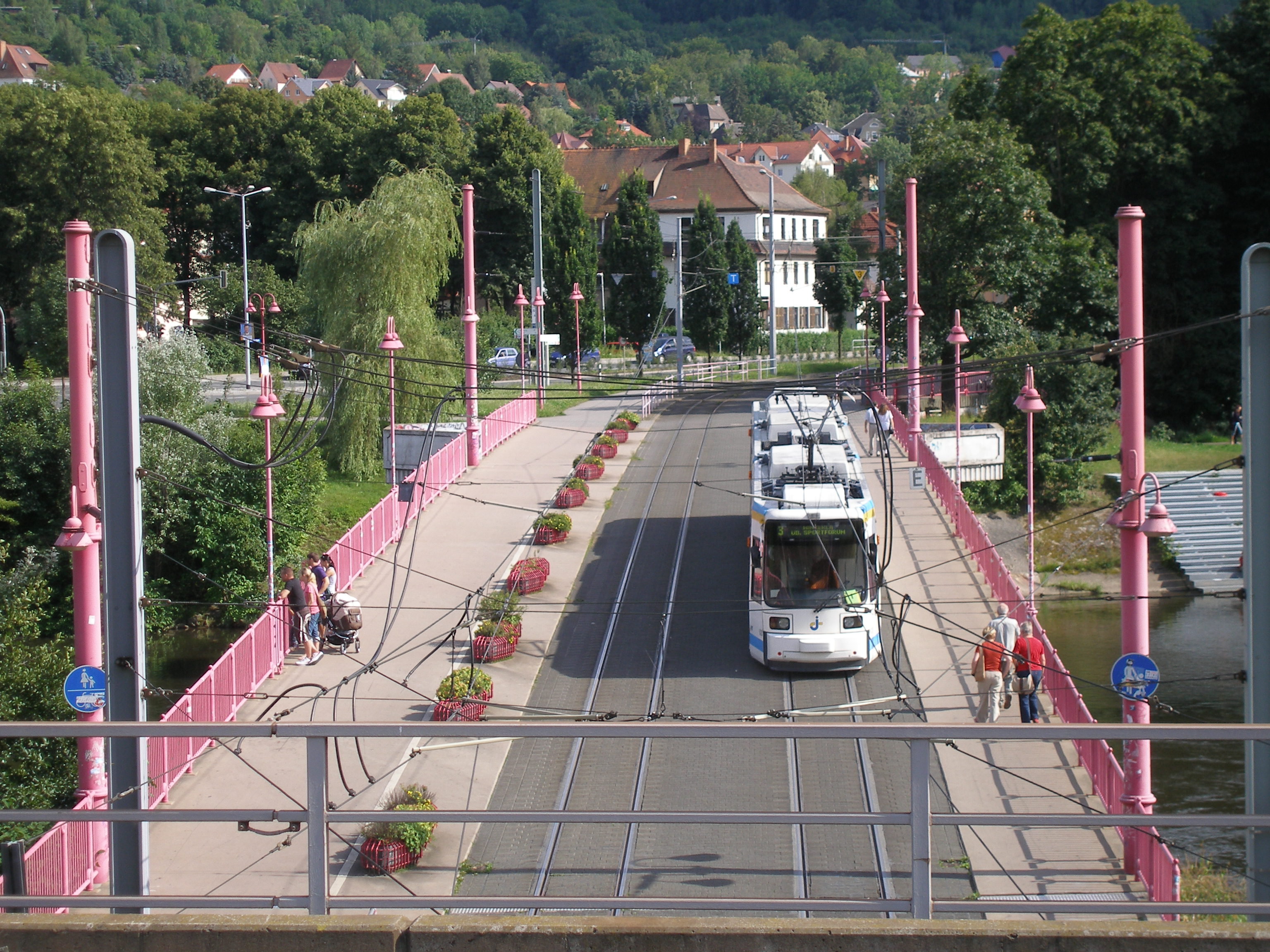
Blick auf die zur Straßenbahnbrücke umgebaute „alte“ Paradiesbrücke, Juli 2009

Der fahrplanmäßige Verkehr der Straßenbahn über die Brücke begann am 16. Dezember 1997; die Übergabe der Brücke für Radfahrer, Fußgänger, Probe- und Umleitungsfahrten der Straßenbahn erfolgte einige Monate vorher.

## Nutzung
Über die nördliche Brücke rollt der Autoverkehr von Lobeda, von der Autobahn 4 und damit aus den Richtungen Dresden, Frankfurt am Main und Nürnberg ins Stadtzentrum von Jena sowie in westliche, nördliche und östliche Teile der Stadt. Weiterhin führen die Stadtbuslinien 16, 47 und 48, mehrere Regional- und Fernbuslinien sowie der Saaleradweg über die Brücke.
Über die südliche Brücke verkehren die Straßenbahn-Linien 1, 4 und 5 sowie zahlreiche Betriebsfahrten vom und zum Straßenbahn-Betriebshof Burgau. Ebenso führt der Radfernweg Thüringer Städtekette über die Brücke.

## Umgebung
In unmittelbarer Nähe befindet sich das Paradieswehr mit kleinem Laufwasserkraftwerk, der Paradiesbahnhof und die Arbeitsagentur. Nahe gelegene bedeutende Gebäude sind unter anderem der Rote Turm, die Kooperative Gesamtschule „Adolf Reichwein“ (ehemalige Oberrealschule, Gebäude von 1914), das Volksbad und die Karl-Volkmar-Stoy-Schule mit ihrem repräsentativen, 1892 erbauten Gebäude.

## Benachbarte Brücken
Stromabwärts befindet sich die Camsdorfer Brücke, stromaufwärts der Sportplatzsteg im Volkspark Oberaue.